# CONCACAF Women’s Championship 1994
Die dritte CONCACAF Women’s Championship wurde in der Zeit vom 13. bis 21. August 1994 in Montreal (Kanada) ausgetragen. Sieger wurde zum dritten Mal die USA. Das Teilnehmerfeld wurde auf fünf Nationen erweitert. Neben den USA qualifizierte sich Gastgeber Kanada für die Frauenfußball-Weltmeisterschaft 1995 in Schweden.

## Modus
Jede der fünf Endrundenteilnehmer spielte einmal gegen jede andere Mannschaft. Die punktbeste Mannschaft ist Sieger.

## Teilnehmer
Es gab keine Qualifikationsspiele. Alle fünf gemeldeten Mannschaften nahmen direkt am Endrundenturnier in Montreal teil.
- Kanada (Ausrichter)
- Jamaika
- Mexiko
- Trinidad und Tobago
- USA (Titelverteidiger)

## Das Turnier
| Pl. | Land                | Sp. | S | U | N | Tore    | Diff. | Punkte |
| --- | ------------------- | --- | - | - | - | ------- | ----- | ------ |
| 1.  | USA                 | 4   | 4 | 0 | 0 | 036:100 | +35   | 12     |
| 2.  | Kanada              | 4   | 3 | 0 | 1 | 018:600 | +12   | 09     |
| 3.  | Mexiko              | 4   | 1 | 1 | 2 | 006:190 | −13   | 04     |
| 4.  | Trinidad und Tobago | 4   | 1 | 1 | 2 | 006:200 | −14   | 04     |
| 5.  | Jamaika             | 4   | 0 | 0 | 4 | 002:220 | −20   | 0      |

|                     |   |                     |      |
| 13. August 1994     |   |                     |      |
| Kanada              | – | Jamaika             | 7:0  |
| USA                 | – | Mexiko              | 9:0  |
| 15. August 1994     |   |                     |      |
| Trinidad und Tobago | – | Jamaika             | 2:1  |
| Kanada              | – | Mexiko              | 6:0  |
| 17. August 1994     |   |                     |      |
| Mexiko              | – | Jamaika             | 3:1  |
| USA                 | – | Trinidad und Tobago | 11:1 |
| 19. August 1994     |   |                     |      |
| USA                 | – | Jamaika             | 10:0 |
| Kanada              | – | Trinidad und Tobago | 5:0  |
| 21. August 1994     |   |                     |      |
| Mexiko              | – | Trinidad und Tobago | 3:3  |
| Kanada              | – | USA                 | 0:6  |